# Alexanderara
× Alexanderara (abreviado Alxra) es un híbrido intergenérico entre los géneros de orquídeas Brassia  × Cochlioda × Odontoglossum × Oncidium. 